# Dessecant

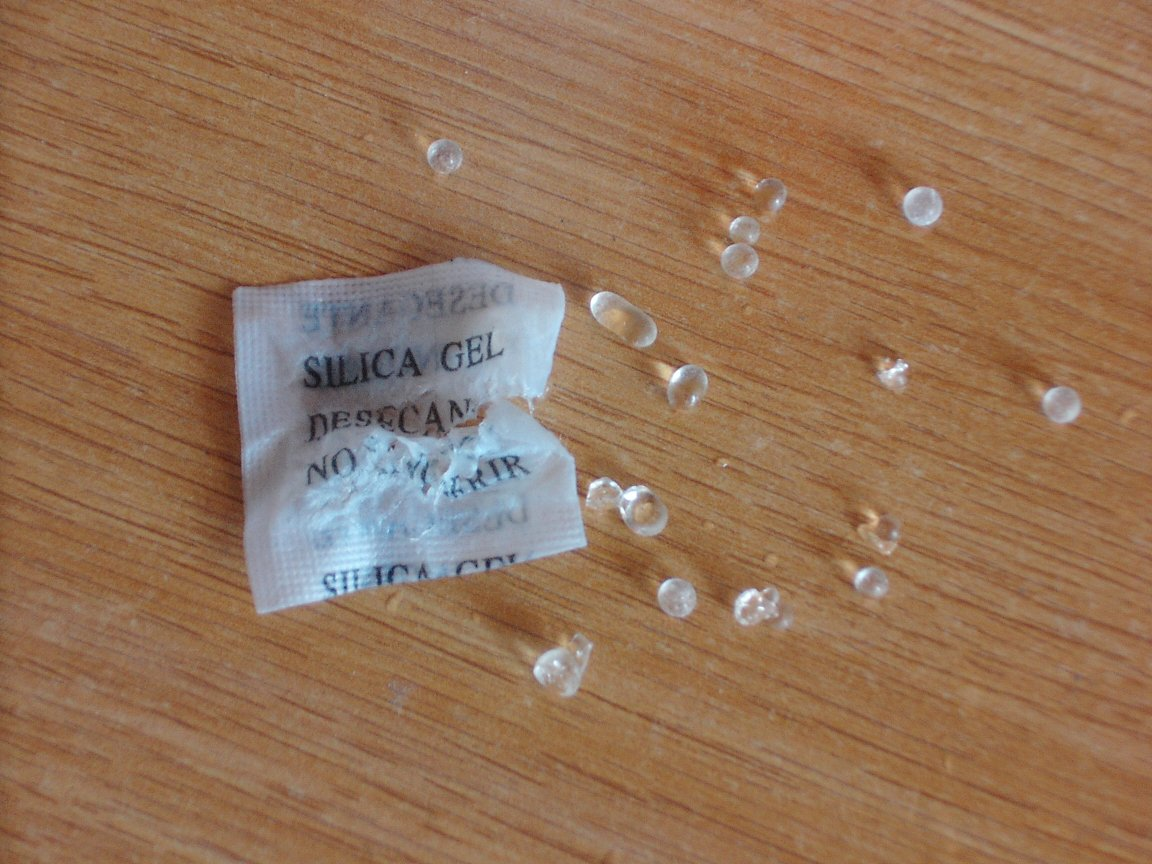
Gel de sílice

Un dessecant és una substància que té la propietat de dessecar, és a dir, d'eliminar la humitat de l'aire o d'alguna altra substància, com ara composts orgànics.

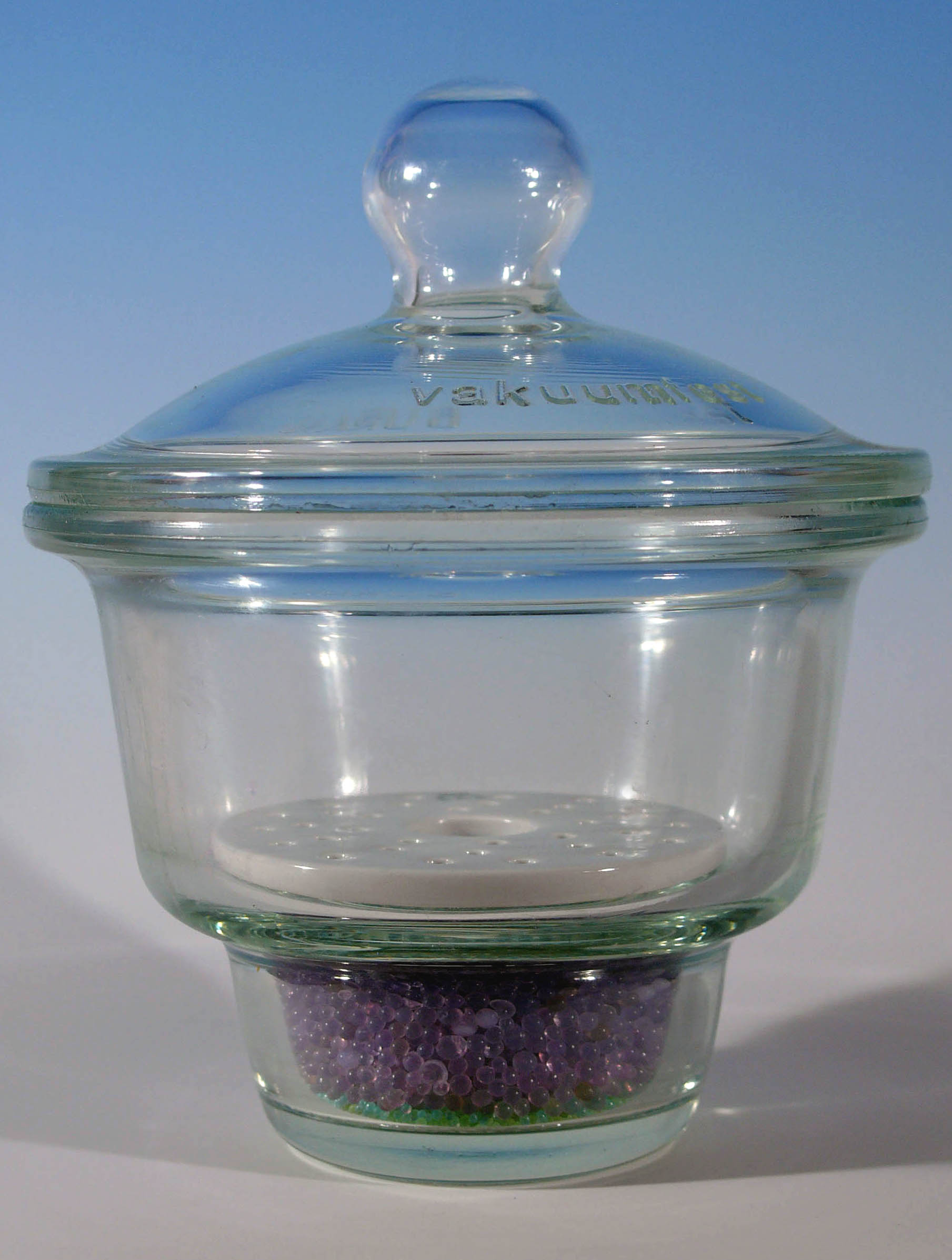
Dessecador. En el fons gel de sílice

Dessecants típics són substàncies que formen sals hidratades i anhidres. La sal en la seva forma hidratada s'introdueix en el recipient (dessecador) amb la substància a dessecar i absorbeix la humitat hidratant-se. Un típic dessecant és el gel de sílice, que s'empra per deixar lliures d'humitat aparells òptics i electrònics; i en el laboratori, mantenir sec l'aire d'un recipient on es troben, per exemple, papers de filtre que es desitgen pesar amb la substància filtrada seca (determinació de sòlids en suspensió o dissolts). Es presenta amb una mida de gra de 4 a 8 mm i absorbeix un 22% d'aigua respecte al seu pes. D'altres dessecants són: clorur de calci, perclorat de magnesi, pentaòxid de fòsfor, sulfat de calci semihidratat o drierita, òxid de bari, òxid de calci, òxid d'alumini, carbur de calci, àcid sulfúric, sodi, etc. Algunes substàncies tenen una gran capacitat absorbent i poden arribar a dissoldre's en la humitat capturada (higroscopicitat). Segons el grau d'assecatge requerit i la durada de l'efecte s'usen un dessecant o un altre. Per exemple, el clorur de calci té un poder dessecant molt alt, però només es pot usar en un recipient hermètic, com ara els dessecadors de laboratori o els tubs de dessecació. En cas d'usar-lo en un embalatge de cartó, on s'usa gel de sílice, es liquaria completament fent malbé l'embalatge i el seu contingut i perdria la capacitat per absorbir més humitat.